# Императорский скипетр

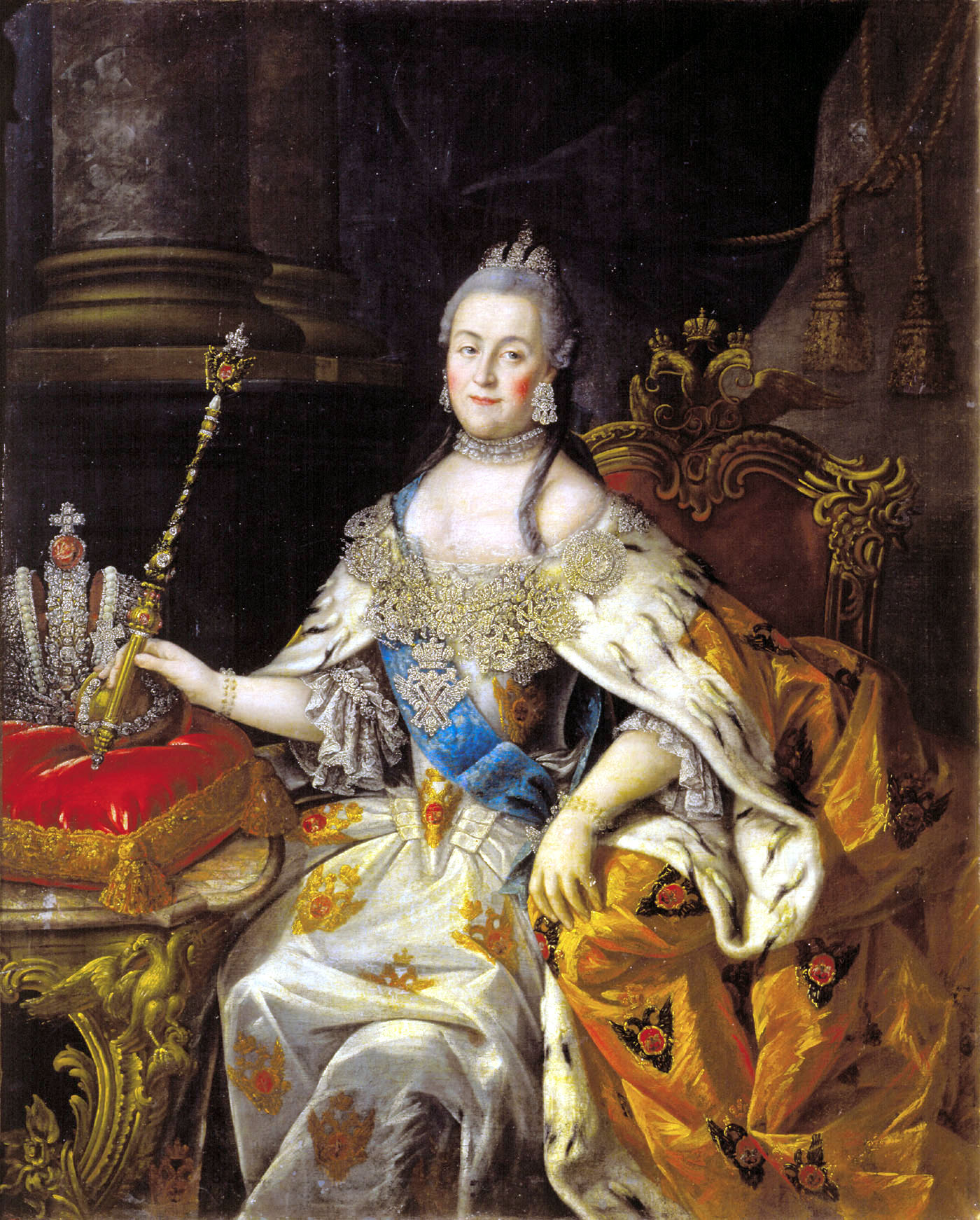
Екатерина II с коронационными регалиями. В правой руке императрица держит скипетр. Портрет Алексея Антропова 1765 г.

Императорский скипетр — одна из главных регалий монархов Российской империи. Скипетр был изготовлен в 1762 году для императрицы Екатерины Великой мастером Леопольдом Пфистерером, в 1774-м — дополнен бриллиантом «Орлов». После Октябрьской революции был передан в Гохран, с 1967 года вошёл в постоянную экспозицию коронных регалий Алмазного фонда в Оружейной палате.

## Описание
Скипетр представляет собой золотой жезл длиной 59,6 см и весом 604,12 грамма. Жезл визуально разделён на четыре сегмента: рукоятку, две центральных части и навершие. Вдоль рукоятки скипетра проходят каннелюры, поперёк расположены восемь бриллиантовых ободков. Над вторым центральным сегментом в оправе из серебра находится бриллиант «Орлов». Навершие украшено двуглавым орлом, который держит миниатюрные скипетр и державу из бриллиантов и золота. Орёл покрыт чёрной эмалью, его головы венчают две короны из бриллиантов, между которыми заключена чуть более крупная третья.
Для изготовления скипетра было использовано 395,56 грамма золота, 60 граммов серебра и 193 бриллианта общей массой 53 карата. Основную ценность изделия представляет собой алмаз «Орлов», который был установлен в навершии скипетра в 1774 году.

### Алмаз «Орлов»
Алмаз был куплен в 1773 году в Амстердаме графом Григорием Орловым по приказу Екатерины II и доставлен в Петербург. Выдающийся камень вошёл в число коронных драгоценностей и год спустя был вставлен в навершие императорского скипетра. Тогда же, в 1774 году, изображение императорского скипетра было включено в герб Санкт-Петербурга.

## История

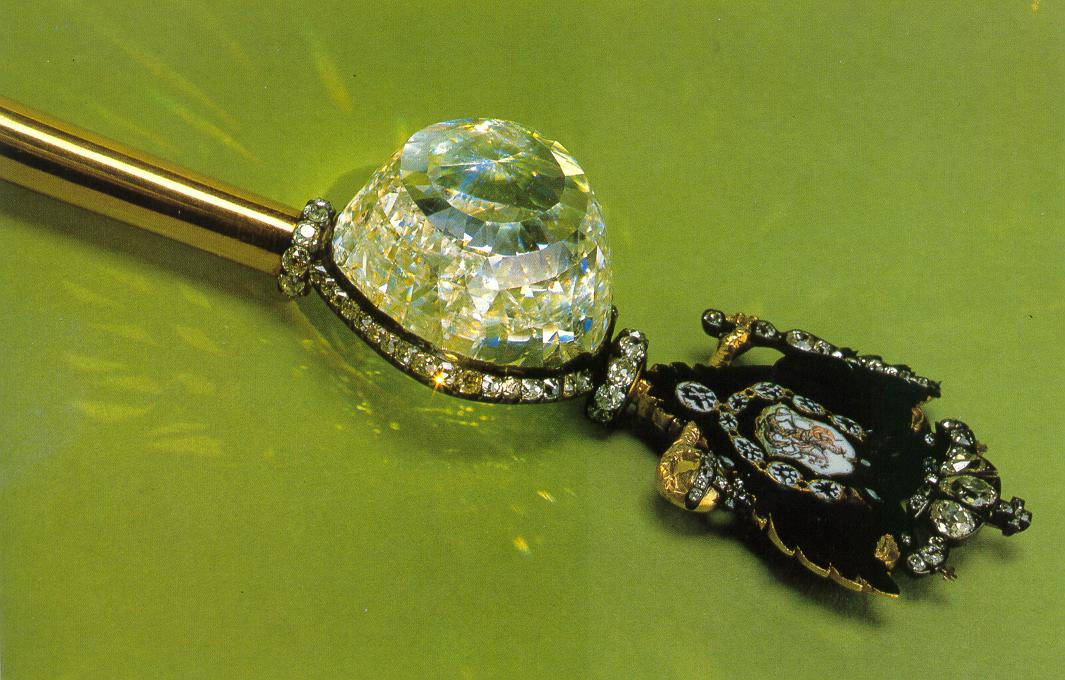
Навершие скипетра с бриллиантом «Орлов»

### Создание скипетра
Скипетр является одним из старейших символов монаршей власти. С давних времён в официальных документах использовалось выражение «быть под скипетром», «покориться скипетру» — находиться в подчинении у правителя. Во время торжественных церемоний монарх держал скипетр в правой руке. В Оружейной палате Кремля хранится несколько скипетров, из них Императорский признан самым ценным.
Императорский скипетр был изготовлен для коронации Екатерины II в 1762 году. Большинство историков считают, что сделал его Леопольд Пфистерер, один из лучших придворных ювелиров того времени. Он прибыл в Петербург по приглашению Дмитрия Голицына и заключил контракт на изготовление ювелирных изделий для короны сроком на шесть лет. По истечении этого срока Пфистерер решил не покидать страну и прожил в Российской Империи ещё 34 года. В официальной описи правительства Российской Федерации автором скипетра указан также И. Леонович.
Согласно учётной книге Двора от 1865 года, скипетр был вторым по значимости династическим символом после Большой императорской короны. Его стоимость оценивалась в 2 399 410 рублей, из них 2 395 750 составляла цена алмаза «Орлов».
С 1774 года Императорский скипетр, изготовленный Пфистерером для Екатерины II, использовали все русские правители. При венчании на царство будущий монарх держал скипетр в правой руке, а при торжественных выходах его несли перед царём стряпчие.
Полный набор императорских регалий в последний раз был использован 27 апреля 1906 года на торжественном приёме депутатов Госдумы в Тронном зале Зимнего дворца. Тогда Николай II не брал в руки регалии, скипетр находился на специальном столике «с правой стороны от престола».
В 1912—1913 годах в Бриллиантовой комнате Зимнего дворца проводилась инспекция императорских регалий. Тогда скипетр и бриллиант изучил Агафон Фаберже. По его словам, при осмотре камень выпал из оправы, после чего был взвешен и впаян в скипетр повторно, уже более прочно. Однако точных данных о массе и форме алмаза после исследования Фаберже не сохранилось.

### После Революции
После 1917 года Императорский скипетр вместе с другими коронационными регалиями Романовых был передан в Гохран, где в 1922 году его исследовала специальная комиссия под руководством академика Александра Ферсмана. Тогда была дана детальная характеристика самого украшения и инкрустированных в него драгоценных камней, в частности — алмаза «Орлов».
С 1967 года Императорский скипетр постоянно экспонируется на выставке Алмазного фонда в Оружейной палате Московского Кремля.
В 1982 году скипетр был отреставрирован, над ним работал Владимир Егорович Жилин, мастер из Экспериментальной ювелирной мастерской Гохрана.